# 농업기술센터
농업기술센터는 농업기술과 정보를 보급하는 지방자치단체 산하기관이다. 각 시/군에 설치되어 있다.

## 연혁
1962년 3월 21일 제정된 농업진흥법에 따라 시군에 설치된 농업관련 계몽지도, 기술보급 및 훈련을 담당하는 농촌진흥청 산하의 농촌지도소가 1998년 10월에 개편된 것으로 농촌지도사업, 교육훈련, 농업특화사업 등을 관장하며, 종사자들은 1997년 1월 1일부터 국가직에서 지방직으로 소속이 변경되었다.